# Communauté de communes de l’Île Napoléon

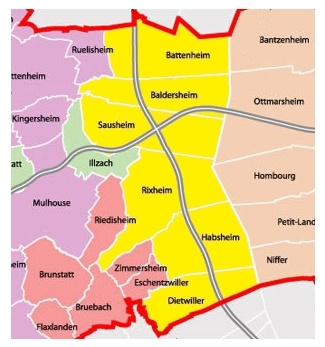
Die Gemeinden der CC de l'Île Napoléon (gelb) und ihre Nachbarn

Die Communauté de communes de l'Île Napoléon (CCIN) war ein Gemeindeverband, dem sechs Gemeinden im Süden der französischen Region Elsass, Département Haut-Rhin angehörten. Er wurde am 23. Dezember 1999 gegründet. Der Sitz der Communauté war Sausheim. Am 16. Dezember 2009 ging der Gemeindeverband in der neu gebildeten Mulhouse Alsace Agglomération auf.

## Mitgliedsgemeinden
- Baldersheim
- Battenheim
- Dietwiller
- Habsheim
- Rixheim
- Sausheim